# Detroit Arsenal Tank Plant

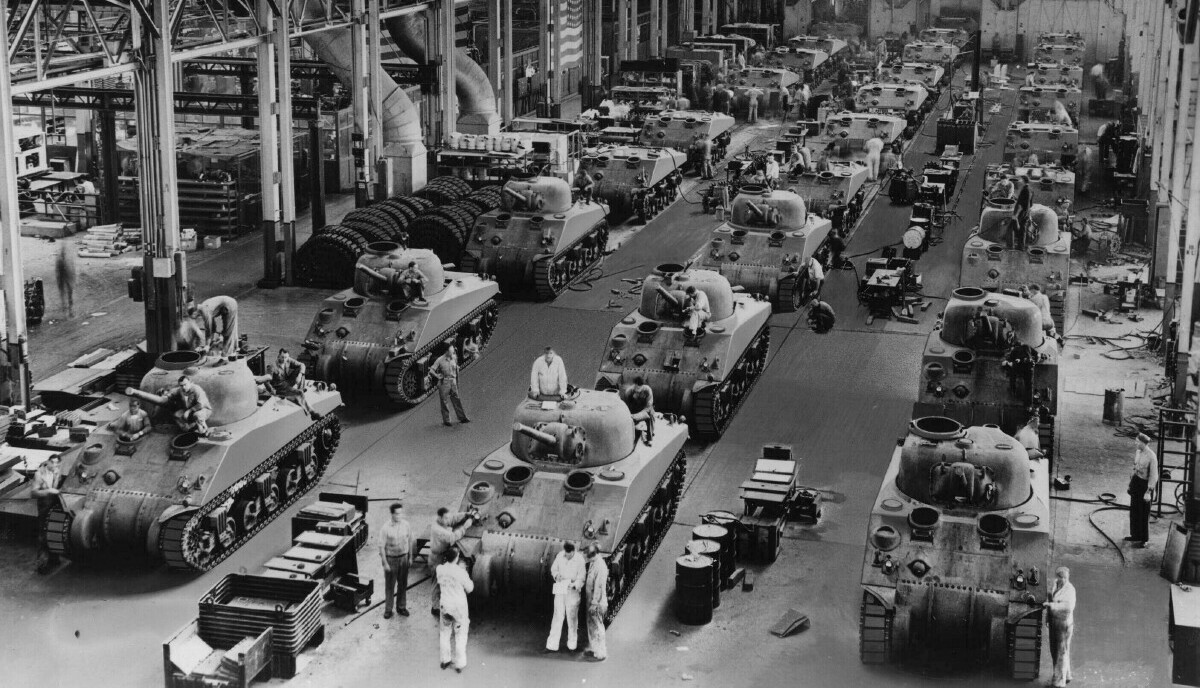
Productie M4 Sherman tanks in Detroit Arsenal

De Detroit Arsenal Tank Plant (DATP), later veranderd in Detroit Arsenal, was de eerste fabriek ooit gebouwd voor de massaproductie van tanks in de Verenigde Staten. Het bedrijf werd opgericht in 1940 onder de verantwoordelijkheid van automobielfabrikant Chrysler in opdracht van de Amerikaanse overheid. De tankfabriek ging in 1996 dicht.
Met het uitbreken van de Tweede Wereldoorlog en de eerste Duitse tanksuccessen ontstond al snel de behoefte aan eigen tanks in de Verenigde Staten. In de dertiger jaren was de totale tankproductie tot enkele tientallen beperkt gebleven, maar nu waren tanks op grote schaal noodzakelijk. Chrysler, met veel ervaring in de massaproductie van automobielen, werd door de overheid gevraagd te participeren. 
Het complex lag op een circa 45 hectare groot terrein in Warren (Michigan), een voorstad van Detroit. Het complex werd mede ontworpen door architect Albert Kahn, hij was eerder betrokken bij de bouw van de River Rouge Plant van Ford Motor Company. In september 1940 werd met de bouw gestart en in het voorjaar van 1941 was de fabriek klaar. Op 24 april 1941 werd de eerste middelzware M3 Lee tank geleverd aan het Amerikaanse leger. Later werd ook de M4 Sherman op grote schaal geleverd.
Tijdens de Tweede Wereldoorlog werden in deze fabriek alleen 22.234 tanks geproduceerd, dat is een kwart van alle 89.568 Amerikaanse tanks. Na 1945 liep de productie aanmerkelijk terug, om tijdens de Koreaanse Oorlog weer op te lopen. De fabriek werd gemoderniseerd en tussen 1952 en 1954 leverde het 3443 M47 Patton tanks af. In de zestiger jaren rolden M60 Patton tanks uit de fabriek en tijdens de Jom Kipoeroorlog in 1973 leverde de fabriek vijf tanks per dag af. In de tachtiger jaren leverde het onderdelen en componenten van de M1 Abrams tank die in Lima (Ohio) werden gemaakt. Deze laatste fabriek kon het werk niet alleen af en de M1 Abrams kwam ook bij Detroit Arsenal in productie.
Begin tachtiger jaren raakte Chrysler in financiële problemen, en in maart 1982 verkocht het de defensie-activiteiten om te overleven. De fabriek ging over naar General Dynamics die er tot 1991 tanks bleef produceren. Daarna werden alleen componenten en onderdelen gemaakt. In 1996 ging de fabriek dicht en de overheid verkocht een deel van het complex aan de gemeente om het te herontwikkelen. In totaal werden hier 44.512 tanks gebouwd over een periode van 55 jaar.
Op het terrein zijn nog enkele defensie-onderdelen aanwezig zoals de US Army Tank Automotive Research, Development and Engineering Center (TARDEC) en de US Army TACOM Life Cycle Management Command. 
Deze belangrijke locatie van het Arsenaal van de democratie wordt herdacht door een Michigan Historical Marker.

## Naslagwerk
- (en)  TANKS are Mightly Fine Things, Chrysler Corporation, 1946

- Library of Congress Control Number: no2017046453
- Virtual International Authority File: 28149233270376510253